# Saša Kovačević
Aleksandar „Saša” Kovačević (Zemun, 27. jul 1985) srpski je pevač pop muzike.

## Biografija
Rođen je 27. jula 1985. godine u Zemunu. Završio je srednju muzičku školu Kosta Manojlović u Zemunu (klavirski odsek), kao i Akademiju umetnosti — smer za snimanje i dizajn zvuka. Prvu svirku je imao sa 16 godina. Zajedno sa svojim bratom Radetom vodi muzički studio. Takođe je i počasni građanin opštine Zemun.
Prvo pojavljivanje na TV-u bilo je 2004. godine na festivalu Sunčane skale, gde je nastupio sa pesmom „Pakao i raj“. Zatim izlazi singl „Jedina si vredela“.
Godine 2005. nastupa na Radijskom festivalu sa pesmom Korak do dna i izlazi pesma Jedina si vredela, a 2006. sa pesmom Ruka za spas koja ujedno najavljuje i njegov CD prvenac za Siti Rekords. Pesma „Ruka za spas“ proglašena je hitom godine. U 2007. godini dobija nagradu za otkriće godine, zatim slede nagrade Melos estrade, nagrada Beogradski pobednik za pop pevača godine. Na Danima estrade osvaja 1. mesto za otkriće godine. Osvojio je 2. mesto na festivalu zabavne muzike u Vrnjačkoj banji sa pesmom Lažu te. Pobednik je Radijskog festivala sa pesmom „Bolji čovek“.
Na Jutjubu pesma „Slučajno“ ima preko 89.000.000 pregleda.
Krajem 2008. godine izašao je i njegov prvi duet, sa Eminom Jahović, pesma „Još ti se nadam“. Sledeće godine dobija dve nagrade: za pevača godine i za duet godine sa Eminom Jahović.

## Festivali
- 2004. Sunčane skale, Herceg Novi - Pakao i raj (Veče Novih zvijezda)
- 2005. Radijski festival, Srbija — Korak do dna
- 2006. Radijski festival, Srbija — Ruka za spas, drugo mesto
- 2007. Vrnjačka Banja, Srbija — Lažu te, drugo mesto
- 2007. Radijski festival, Srbija — Bolji čovek, pobednička pesma
- 2019. Zenica samer fest, BiH — razne pesme[2]

## Diskografija
| Spot                    | Godina | Režiser                                    |
| ----------------------- | ------ | ------------------------------------------ |
| Jedina si vredela       | 2005   | —                                          |
| Ruka za spas            | 2006   | Studio Vista                               |
| Lagala me ili ne lagala | 2006   | Studio Vista                               |
| Lazu te                 | 2007   |                                            |
| Još ti se nadam         | 2008   | —                                          |
| Mila                    | 2009   | Haris Dubica                               |
| Kome da verujem         | 2010   | Haris Dubica                               |
| Idemo do mene           | 2011   |                                            |
| Kako posle nas          | 2011   |                                            |
| Lapsus                  | 2012   | Vedad Jašarević                            |
| Piši propalo            | 2013   | Vedad Jašarević                            |
| Slučajno                | 2013   | Vedad Jašarević                            |
| Mogli smo sve           | 2014   | Vedad Jašarević / SK Media                 |
| Branim                  | 2014   | Dimitrije Joković Džima / SK Media         |
| Noć do podne            | 2014   | Dimitrije Joković Džima / SK Media         |
| Gde smo moja ljubavi    | 2015   | Dimitrije Joković Džima / SK Media         |
| Rano je                 | 2015   | Dimitrije Jokovic Džima / SK Media         |
| Rođendan                | 2015   | Dušan Ivanović / SK Media                  |
| Živim da te volim       | 2015   | Dimitrije Joković Džima / SK Media         |
| Zamalo tvoj             | 2016   | Luis Y. Santana / Pedro Vazquez / SK Media |
| Temperatura             | 2016   | Luis Y. Santana / Pedro Vazquez / SK Media |
| Kažeš ne                | 2017   | Luydmil Illarionov — Liusi / SK Media      |
| Bez tebe me nema        | 2018   | Martin Makarijev / SK Media                |
| Jedra                   | 2018   | Martin Makarijev / SK Media                |
| Prevarena               | 2019   | Martin Makarijev / SK Media                |
| Pantera                 | 2020   | Martin Makarijev / SK Media                |
| Moja malena             | 2020   | Martin Makarijev / SK Media                |
| Afera                   | 2020   | Martin Makarijev / SK Media                |
| Ona                     | 2020   | Martin Makarijev / SK Media                |
| Lažu te ljubavi         | 2022   | Martin Makarijev / SK Media                |
| Radi me lagano          | 2022   | Toxic Entertainment / SK Media             |
| Greška                  | 2023   | Martin Makarijev / SK Media                |
| Srečna u novoj ljubavi  | 2023   | Martin Makarijev / SK Media                |
| Nočna ikona             | 2024   | Martin Makarijev / SK Media                |
| Idu dani (Skadarlija)   | 2024   | Martin Makarijev / SK Media                |
| Nije nam se dalo        | 2024   | Martin Makarijev / SK Media                |
| Prokleto i sveto        | 2024   | Martin Makarijev / SK Media                |
| TBA                     | 2024   | Martin Makarijev / SK Media                |

| Spot                  | Godina | Režiser                                    |
| --------------------- | ------ | ------------------------------------------ |
| Nothing But The Faith | 2013   | Vedad Jašarevic /                          |
| Temperatura           | 2017   | Luis Y. Santana / Pedro Vazquez / SK Media |
| Dices no              | 2017   | Luydmil Illarionov — Liusi / SK Media      |
| Cerquita              | 2020   | Martin Makarijev / SK Media                |
| Mala                  | 2020   | Martin Makarijev / SK Media                |
| Sola                  | 2020   | Martin Makarijev / SK Media                |

## Spoljašnje veze
- Saša Kovačević na sajtu
- Saša Kovačević na sajtu
- Saša Kovačević na sajtu
- Saša Kovačević na sajtu